# Oswine
|  | Per a altres significats, vegeu «Oswine de Deira». |

Oswine va ser rei de Kent durant un breu temps abans de l'any 693, seguint un període de desgovern. El país estava dessolat i empobrit pels atacs dels saxons de l'oest, probablement la gent de Kent van demanar suport al regne de Mèrcia, els quals van instaurar Oswine.
És possible que Cædwalla assumís directament el poder a Kent durant el període que va seguir a l'assassinat de Mul, l'any 687. Quan Cædwalla va marxar a Roma el 688, Oswine, probablement amb el suport d'Æthelred de Mèrcia, va assumir el poder.
Es té molt poca informació sobre ell. El seu nom apareix en tres documents oficials: un està datat del juliol del 689, és una carta de donacions signada també per un rei anomenat Swæfberht (una corrupció de Gabertus); i l'altre està datat del 26 de gener del 690, acompanyat de la signatura d'un rei anomenat Swæfheard (en el qual es desprèn que Oswine era un descendent d'Eormenred); i el tercer, sense datar, però també amb la signatura com a testimoni de Swæfheard, és un text en què Oswine expressa la seva gratitud per haver-lo instaurat en el tron dels seus avantpassats: «gratias refero miserenti Deo omnipotenti qui confirmauit me in regno patrum meorum et dedit mihi domum cognationis mee».
Oswine va perdre poder vers l'any 690, però Swæfheard (fill de Sæbbi), es va mantenir durant un temps imprecís.